# Acústico (álbum de La Quinta Estación)
Acústico es el primer álbum en vivo de la banda española La Quinta Estación, lanzado al mercado el 1 de noviembre del 2005. Contiene éxitos como “Perdición”, “Daría”, “El sol no regresa”, “Algo más” y “Niña”, en versiones acústicas grabadas en vivo. Se editó en dos presentaciones CD+DVD y DVD+CD, que contienen el concierto acústico, fotos exclusivas, biografía de la banda y los vídeos “El sol no regresa”, “Algo más”, “Daría”, y “Niña”. Con este álbum consiguieron el Disco de Platino en México por más de 100 000 copias vendidas y en Estados Unidos consiguieron el Disco de Oro (50 000 copias).

## Lista de canciones

### Canciones CD Acústico
| N.º | Título                  | Escritor(es)                                   | Duración |  |
| 1.  | «Daría»                 | Ángel Reyero, Pablo Domínguez                  | 3:48     |  |
| 2.  | «Esperaré Despierta»    | Natalia Jiménez                                | 3:30     |  |
| 3.  | «Rompe el mar»          | Natalia Jiménez                                | 3:15     |  |
| 4.  | «Niña»                  | Natalia Jiménez                                | 4:00     |  |
| 5.  | «Flores de alquiler»    | Pablo Domínguez, Ángel Reyero                  | 3:36     |  |
| 6.  | «Perdición»             | Natalia Jiménez                                | 3:41     |  |
| 7.  | «El sol no regresa»     | Ángel Reyero, Pablo Domínguez                  | 3:48     |  |
| 8.  | «Algo más»              | Armando Ávila, Natalia Jiménez                 | 4:29     |  |
| 9.  | «Busco tu piel»         | Natalia Jiménez, Ángel Reyero, Pablo Domínguez | 3:26     |  |
| 10. | «Cuando acaba la noche» | Natalia Jiménez                                | 3:36     |  |

### Videos DVD Acústico
| N.º | Título               | Escritor(es)                   | Duración |  |
| 1.  | «Daría»              | Ángel Reyero, Pablo Domínguez  | 3:48     |  |
| 2.  | «Esperaré Despierta» | Natalia Jiménez                | 3:30     |  |
| 3.  | «Rompe el mar»       | Natalia Jiménez                | 3:15     |  |
| 4.  | «Niña»               | Natalia Jiménez                | 4:00     |  |
| 5.  | «Flores de alquiler» | Pablo Domínguez, Ángel Reyero  | 3:36     |  |
| 6.  | «Perdición»          | Natalia Jiménez                | 3:41     |  |
| 7.  | «El sol no regresa»  | Ángel Reyero, Pablo Domínguez  | 3:48     |  |
| 8.  | «Algo más»           | Armando Ávila, Natalia Jiménez | 4:29     |  |